# Teatro van Westerhout
Il Van Westerhout è un teatro nel centro di Mola di Bari, in Puglia.

## Storia

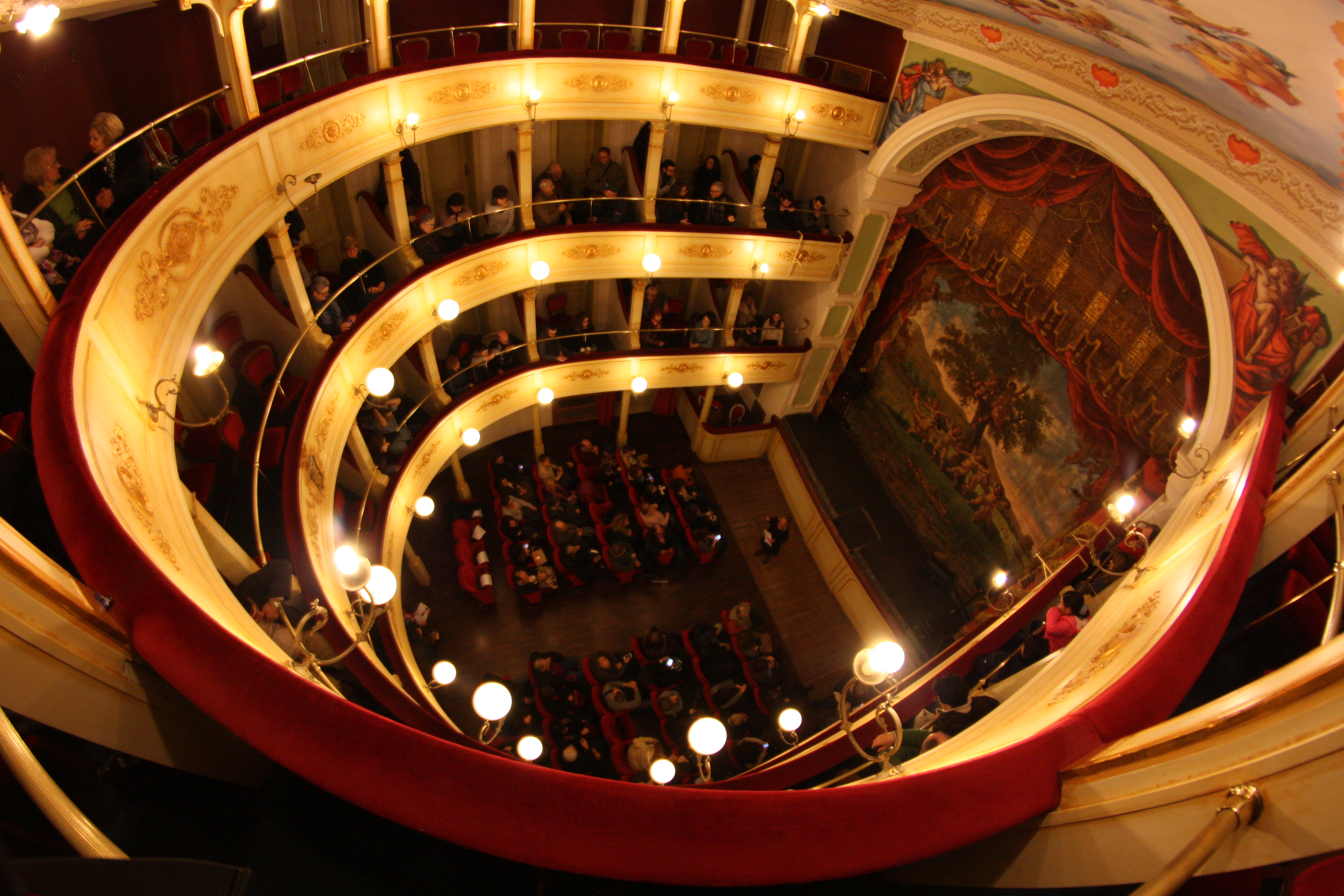
Teatro van Westerhout: interno

### La nascita e i primi anni
Il teatro Van Westerhout fu progettato nel 1888 dall'ingegnere Vittorio Chiaia, per iniziativa dell'amministrazione comunale ed intitolato nel 1898 al compositore molese Niccolò van Westerhout, ha le caratteristiche di teatro all'italiana con una platea in origine di 102 posti, due ordini di palchi - il secondo realizzato nel 1908 - e un anfiteatro di prospetto. Fu inaugurato il 6 maggio del 1890. 
Sebbene la capienza contenuta ne abbia limitato la fruizione, esso ha conservato gli stilemi originari, caratterizzati dalla linearità della facciata neoclassica cui si contrappone il caldo stile eclettico degli interni: superato il piccolo foyer, si accede alla platea dalla quale si possono ammirare il triplice giro di palchi lignei, la volta affrescata dal barese Nicola Colonna e il sipario di Domenico Battista che riproduce la Danza degli amorini di Francesco Albani. Nel 1896 il teatro ospitò la prima assoluta del dramma lirico Doña Flor di Niccolò van Westerhout. Adibito a sala cinematografica nel 1929, nei primi anni cinquanta il teatro venne poi chiuso. 

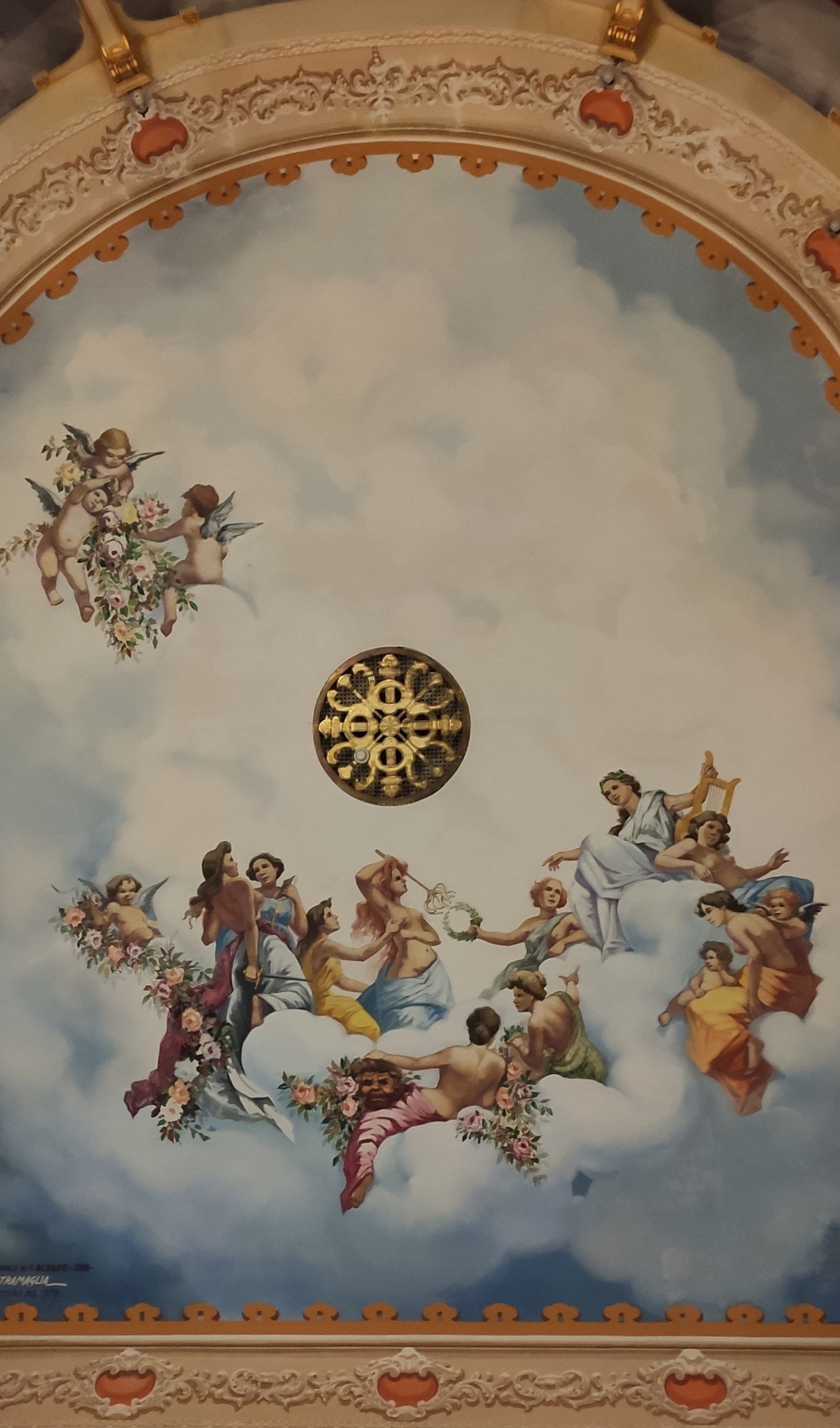
Volta affrescata teatro Van Westerhout

### La ricostruzione
Solo nel 1972 l'amministrazione comunale ne promosse il recupero funzionale, celebrato con il concerto inaugurale dell'orchestra sinfonica della Provincia di Bari diretta da Nino Rota. La direzione artistica fu quindi affidata a Eduardo De Filippo che il 24 maggio 1973 portò in scena L'arte della commedia.

### La rinascita
Negli anni 90 il teatro subì un nuovo stop per consentire dei lavori di adeguamento alle norme di sicurezza che terminarono nel 2000.